# Old Milverton
Old Milverton – wieś i civil parish w Anglii, w hrabstwie Warwickshire w dystrykcie Warwick. Leży 3 km na wschód od miasta Warwick i 131 km na północny zachód od Londynu. W 2011 roku civil parish liczyła 319 mieszkańców.